# Furani
furani （ふらに、12月12日生まれ）は、東京都出身の女性鍵盤楽器奏者、作曲家、編曲家、シンガーソングライター。東京都立国際高等学校、東京音楽大学作曲専攻映画・放送音楽コース卒業。高校3年生の時、ジュニアエレクトーンコンクール'95全日本大会最優秀賞受賞。

## 来歴
幼稚園の頃から、先生が弾くピアノを耳コピーして家で弾いていた。小2からエレクトーンを習い、ドラゴンクエストシリーズの音楽に衝撃を受け、作曲家を志した。大学時代はバンドサークルに所属し、ライブの魅力に取りつかれ、シンセサイザー、ベース、ドラム、ギター等で様々なジャンルのバンドに参加。バンド解散後は、ソロでシンガーソングライターとしての活動を始め、現在に至る。作曲家・編曲家として、演劇、ゲーム、CM、演歌などの音楽を手掛けるほか、アーティストのライブ、レコーディングにキーボーディストとして参加。

## エピソード
テレビゲームソフト『熱血硬派くにおくん』を愛しており、『くにおまにあ』と言うwebサイトを立ち上げた事が、くにおくんのゲーム業界復帰のきっかけとなったと言われる。その後、furani本人も同シリーズに曲提供している。
昔漫画家を目指したことがある。その名残なのかライブ時に「ふらにつうしん」と言う手書き4コマ漫画付きの冊子を配布しており、ふらに作のオリジナルキャラクター『ふらげ』が、描かれている。発行された冊子は既に100号を超えている。

## ディスコグラフィー

### 作曲/編曲
- NHK教育「家庭科総合」エンディングテーマ「家庭科ソング」（作編曲）
- ザ・テレビまんが「はっぴぃセブン」全曲（作編曲）
- 日本製紙連合会 テレビCM（編曲）
- PlayStation 3ソフト「グランツーリスモ5プロローグ」（編曲）
- ゲームボーイアドバンスソフト「くにおくん熱血コレクション」（作曲）
- Xbox LIVE 「ダウンタウン激凸ドッジボール!」（作曲）

### CD （furani）
- ふらにばいため 2004年
- ゴメンネ 2006年
- ふらにどぽてと 2007年
- ふらとにっくLOVE 2009年

### CD（参加作品）
- 音風
  - 「OTOKAZE」Key,Vo
  - 「取り戻そうよ」key ・「ラーメン行進曲」Vo
- 大塚利恵「味彩遊園｣Cho
- 藤田英大「TUBA BUFFO」Pf
- コンピレーション「銀座5丁目のハワイアン」key,Arr,Vo
- Love∞limited「夏の陽射しがキツくても」 key
- サスライメイカー
  - 「さよなら…/サヨナラRainbow star」key
  - 「ストーンカラー」key,cho
  - 「虹色列車」key,cho
- 野亜研司「いつか来た道」key
- 立石賢司「stand by you」key
- 野村タロウ「サービス」 key
- 永田ミツコ「SPICE」key,cho
- 坂本麗衣「BlueBird」key
- オトループ「ぼやけたブルー」key
- 「熱血な!インストゥルメンタルアレンジアルバムCD」Arr,key
- 寺門麻美「station」key,Arr
- 和田琢磨「save the EARTH ～地球が叫んでいる～」key,Arr
- 山本さくら「小さな花」 key
- 東京カラーtv.「セゾン」key
- ART「ブルーアルバム」key
- コンピレーション「Bossatronica」Arr